# Berliet CBA
El Berliet CBA es un camión fabricado por la empresa francesa Berliet entre 1913 y 1932.

## Características
El modelo se lanzó en el verano de 1913, con una capacidad de carga de 5 toneladas, aumentando en 1920 a 10 tn.  Montaba motor de 4 cilindros y 5,3 litros. Alcanzaba una velocidad máxima de 25 km/h.

## Historia
Fue uno de los camiones más emblemáticos del ejército francés durante la Primera Guerra Mundial, donde desempeñó un importante papel en las interminables caravanas de camiones que a través de la llamada “Ruta Sagrada” (Voie Sacrée) suministró a las tropas francesas que luchaban en la batalla de Verdún gran cantidad de tropas, alimentos, armas y municiones.
Del modelo CBA se entregaron al ejército francés unas 25.000 unidades., fabricándose en total unas 40.000 unidades.